# 境恒春
境 恒春（さかい つねはる、1979年3月25日 - ）は、日本の政治家、元歌手・タレント。元宮城県議会議員（3期）。NPO法人日本ベトナム障がい者支援センター理事長。

## 来歴
宮城県気仙沼市生まれ。気仙沼高等学校卒業、慶応義塾大学法学部政治学科（通信教育課程）中退。
高校卒業後、タレントを目指して東京都や埼玉県で活動。2001年、日越合同プロジェクトによりベトナムに渡り、ベトナムの国民的歌手ゴク・ソン（Ngọc Sơn）の弟子「SAKAI」として歌手デビュー。ベトナムから帰国後、日本デビューを目指し当時日本テレビで放送していたマネーの虎に出演する。2003年には日本で1stシングル「かわいい君へ」をリリース。
芸能活動の傍ら、枯葉剤障害児への支援活動を実践し、国内・海外の障害者施設や老人ホーム等200か所以上を慰問。「ベトちゃんドクちゃん」とともに支援活動を行う。
2007年、日本ベトナム外交樹立35周年記念CD「天使のはしご」を、グエン・ドクやベトナムの有名歌手（Thanh Thảo、Nguyễn Phi Hùng、Ngọc Sơn、Quang Dũng他）とともに歌唱・プロデュースし、日本の大手CDショップでも発売。国内外のマスコミに多数取り上げられた。
歌手活動中に、1stシングル「かわいい君へ」、ベトナム輸入盤1stアルバム「first impression」、2ndアルバム「天使のはしご」の3枚をリリース。
日本ベトナム外交樹立35周年を記念し、グエン・ドクを宮城県気仙沼市に招き、外務省後援のもと「グエン・ドク講演会」を開催した。
同年、気仙沼市より「みなと気仙沼大使」に任命される。
ベトナム情報誌SKETCHにて「愉快・痛快・ウキウキSAKAI」の連載を開始（2007-2009年）
2008年、特別顧問にグエン・ドクを迎え、NPO法人日本ベトナム障がい者支援センターを設立し、理事長に就任。
同年、外務省・在日ベトナム大使館後援のもと、気仙沼市の八幡太鼓ジュニアベストチームを率いてベトナム公演を行う。
気仙沼市がカツオ不漁の危機に見舞われたことを受け、気仙沼市の入港船の約半分を占める宮崎県との連携を図るため、東国原英夫宮崎県知事の気仙沼招聘を企画。気仙沼市民を対象に署名運動を展開し、5ヶ月で約1万人の署名を集め、東国原知事気仙沼講演会を実現。
2010年4月、民主党・みんなの党の推薦で気仙沼市長選挙に立候補。15,945票を獲得するも菅原茂に敗れ、落選。
同年、宮崎県の口蹄疫被害に際し、口蹄疫被害支援募金を気仙沼市内で開始した。
気仙沼市で初となる視覚・聴覚障害者のためのバリアフリー映画上映会を企画し、気仙沼を舞台にした映画「春との旅」上映会を実施。
2011年3月11日に発生した東日本大震災において、気仙沼市で街宣活動中に被災。 津波で事務所を流される。 震災後、気仙沼市・南三陸町の復旧・復興活動につとめる。
2011年11月、宮城県議会議員選挙に、みんなの党公認で出馬。7,007票を獲得し、最年少で初当選。
2012年10月、グエン・ドクが境の震災見舞いのため気仙沼市を訪問。 
『国境を越えて～グエン・ドク 被災地の絆～』がNHK BS-1「tomorrow beyond 3.11」、NHK教育テレビ（Ｅ－テレ）で放送される。
同年12月、イケメン政治家名鑑（廣済堂出版）に掲載。
2015年10月、宮城県議会議員選挙にて、維新の党公認により6,551票を獲得し、2期目の当選。
2016年4月、民進党に合流し宮城県総支部常任幹事に就任。
2018年11月、立憲民主党宮城県連合政調会長・青年局長に就任。
2019年10月、宮城県議会議員選挙にて、立憲民主党公認、連合宮城推薦により5,325票を獲得し、3期目の当選。
2022年11月、文化の日表彰にて県治功労を受賞。
2023年の宮城県議会議員選挙には立候補せず、同年11月に立憲民主党を離党。
2024年2月7日、日本維新の会が次期衆院選宮城5区に境を擁立すると発表。
同年10月、第50回衆議院議員総選挙に日本維新の会公認で出馬したが、自民党政調会長の小野寺五典に敗れ落選。
同年12月24日、日本維新の会は、次期衆院選宮城5区の公認候補となる選挙区支部長に境を再任及び擁立すると発表。

## 出演
¥マネーの虎（日本テレビ、2002年 - 2004年）
令和の虎（YouTubeで配信されている、岩井良明主宰のファンディング番組）